# Gerhard Wenz
Gerhard Karl Wenz (* 1953 in Mainz) ist ein deutscher Chemiker und Politiker (Bündnis 90/Die Grünen). Von 2000 bis 2019 war er Professor für Organische Makromolekulare Chemie an der Universität des Saarlandes.

## Leben
Gerhard Wenz studierte von 1972 bis 1979 an den Universitäten in Mainz und Freiburg Chemie und promovierte 1984 im Bereich der Polymerchemie. Er forschte daraufhin unter anderem an der University of California und dem Max-Planck-Institut für Polymerforschung zum Thema Polymerchemie. 1993 habilitierte er sich an der Universität Mainz.
1993 trat er eine C3-Professur für Makromolekulare Chemie an der Universität Karlsruhe an. 2000 nahm er den Ruf für eine C4-Professur in Organischer Makromolekularer Chemie an die Universität des Saarlandes an. Wenz wurde 2019 emeritiert und ist seitdem als Seniorprofessor tätig.

### Politik
Gerhard Wenz ist seit 2001 Mitglied von Bündnis 90/Die Grünen und trat zur Europawahl 2019 für seine Partei auf Listenplatz 36 an. Er kandidierte bei der Kommunalwahl im Mai 2019 für den Ortsrat von St. Ingbert, dem er seit dem 12. November 2019 angehörte. Am 15. April 2020 schied er aus dem Kommunalparlament aus.
Zur Bundestagswahl 2021 kandidierte Wenz als Direktkandidat der Grünen im Wahlkreis Saarbrücken. Der Wahlkreis wurde von Josephine Ortleb mit 36,9 Prozent der Erststimmen gewonnen, Wenz erreichte 7,9 Prozent.

### Privates
Wenz ist wohnhaft in Saarbrücken, verheiratet und hat zwei Kinder.

## Wissenschaftliches Wirken
Wenz’ Forschungsschwerpunkte liegen im Bereich der Modifikation von Polysacchariden und wasserlöslichen Polymeren, die beispielsweise im Wirkstofftransport (Drug Delivery) Anwendung finden.
Er ist Autor oder Mitautor von über 120 Artikeln in internationalen Fachzeitschriften.

## Publikationen (Auswahl)
- L. F. Becker, D. H. Schwarz, G. Wenz: Synthesis of uniform cyclodextrin thioethers to transport hydrophobic drugs. In: Beilstein J. Org. Chem. Band 10, 2014, S. 2920–2927.
- Gerhard Wenz: Inclusion Polymers. 1. Auflage. Springer, Heidelberg / Berlin, 2009, ISBN 978-3-642-01409-3.
- G. Wenz, C. Strassnig, C. Thiele, A. Engelke, B. Morgenstern, K. Hegetschweiler: Recognition of ionic guests by ionic b-cyclodextrin derivatives. In: Chem. Eur. J. Band 14, Nr. 24, 2008, S. 7202–7211.
- G. Wenz, B.-H. Han, A. Müller: Cyclodextrin Rotaxanes and Polyrotaxanes. In: Chem. Rev. Band 106, Nr. 3, 2006, S. 782–817.
- G. Wenz, P. Liepold, N. Bordeanu: Synthesis and SAM formation of water soluble functional carboxymethylcelluloses: thiosulfates and thioethers. In: Cellulose. Band 12, 2005, S. 85–96.
- G. Wenz, T. Höfler: Synthesis of highly water-soluble cyclodextrin sulfonates by addition of hydrogen sulfite to cyclodextrin allyl ethers. In: Carbohydr. Res. Band 322, 1999, S. 153–165.
- M. B. Steinbrunn, G. Wenz: Synthese wasserlöslicher Einschlußverbindungen von Polyamiden in Cyclodextrinen durch Festkörper-Polykondensation. In: Angewandte Chemie. Band 108, 1996, S. 2274–2277.
- G. Wenz: Cyclodextrine als Bausteine supramolekularer Strukturen und Funktionseinheiten. In: Angewandte Chemie. Band 106, 1994, S. 851–870.